# Hankura
Hankura är en ö i Finland. Den ligger i sjön Hattujärvi och i kommunen Ilomants i den ekonomiska regionen  Joensuu ekonomiska region  och landskapet Norra Karelen, i den östra delen av landet, 400 km nordost om huvudstaden Helsingfors. Öns area är 3,6 hektar och dess största längd är 470 meter i öst-västlig riktning.